# Laurance Rockefeller

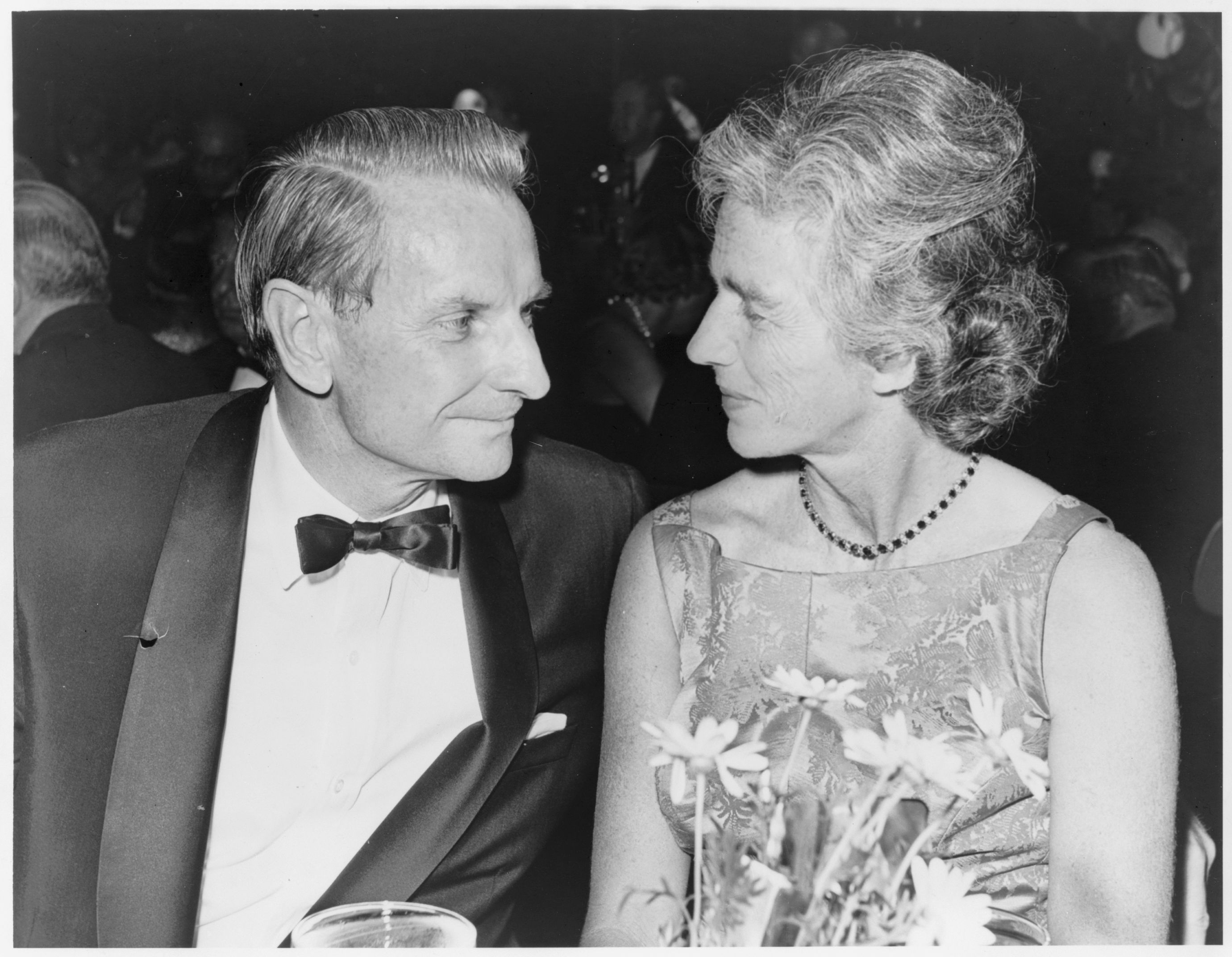
Laurance en Mary Rockefeller (1965)

Laurance Rockefeller (New York, 26 mei 1910 - aldaar, 11 juli 2004) was een Amerikaans zakenman en filantroop.

## Biografie
Laurance Rockefeller werd geboren in 1910 als zoon van John D. Rockefeller jr. Hij was een kleinzoon van olietycoon John D. Rockefeller. Hij had 1 zus, Abby, en 4 broers, John D. Rockefeller III, Nelson Rockefeller, Winthrop Rockefeller en David Rockefeller.
In 1937 nam hij de plaats in van zijn grootvader op de New York Stock Exchange. Hij specialiseerde zich in durfkapitaal. Rockefellers hobby was vliegen. Hij werd bevriend met piloot Edward Rickenbacker. Hij had ook een fascinatie voor graancirkels en ufo's. 
Rockefeller huwde in 1934 met Mary French. Ze kregen 4 kinderen. Hij overleed in 2004 op 94-jarige leeftijd.